# Crataraea suturalis
Crataraea suturalis – gatunek chrząszcza z rodziny kusakowatych i podrodziny rydzenic. Zamieszkuje Europę, Afrykę Północną i Amerykę Północną.

## Taksonomia
Gatunek ten opisany został po raz pierwszy w 1830 roku przez Carla Gustafa Mannerheima pod nazwą Bolitochara suturalis. W 1858 roku umieszczony został przez Carla Gustafa Thomsona w nowym rodzaju Crataraea, dla którego stał się gatunkiem typowym.

## Morfologia

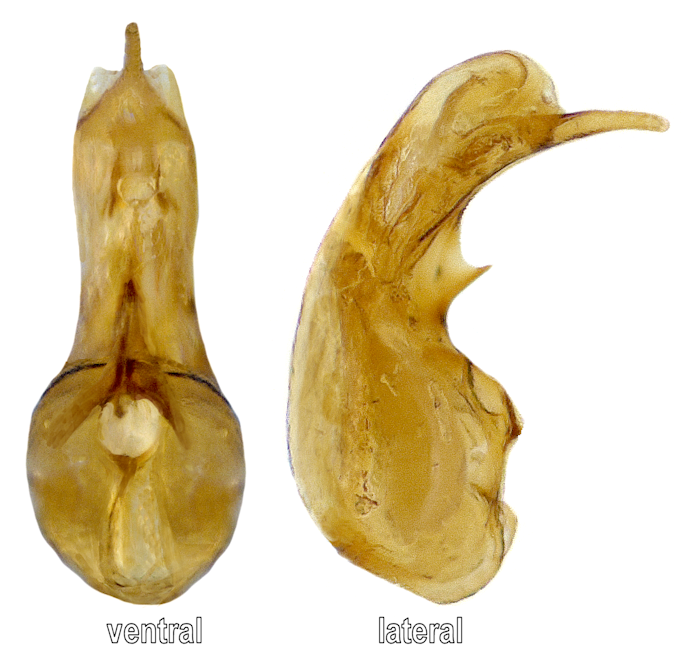
Edeagus

Chrząszcz o wydłużonym ciele, z wierzchu owłosionym i przynajmniej częściowo zmatowiałym. Czerwonożółte czułki budują luźno zestawione człony, z których trzeci jest dłuższy niż drugi. Powierzchnia głowy pozbawiona jest grubych punktów. Na wierzchołkach żuwaczek brak jest modyfikacji. Warga dolna ma niepodzielony języczek. Przedplecze ma wyraźnie zaznaczone kąty tylne, a tylną krawędź obok nich delikatnie nabrzmiałą. Pokrywy są ciemne z szeroko rozjaśnionymi szwem. Szerokość przedplecza nie jest większa od szerokości pokryw. Odnóża tylnej pary mają człon pierwszy dłuższy niż ostatni. Owłosienie goleni pary przedniej i środkowej jest niezmodyfikowane. Kompletne tergity odwłokowe od pierwszego do trzeciego mają wciski u podstawy.

## Ekologia i występowanie
Owad rozmieszczony od nizin po niższe położenia górskie. Zasiedla pola i łąki; częsty jest w środowiskach synantropijnych takich jak sterty plew, stogi siana, stodoły, pomieszczenia dla owiec, szopy i komórki.
Gatunek holarktyczny. W Europie znany jest z Islandii, Hiszpanii, Wielkiej Brytanii, Francji, Belgii, Holandii, Niemiec, Szwajcarii, Austrii, Włoch, Danii, Szwecji, Norwegii, Finlandii, Łotwy, Litwy, Polski, Czech, Słowacji, Węgier, Ukrainy, Rumunii, Chorwacji, Bośni i Hercegowiny, Grecji i europejskiej części Rosji. W Afryce Północnej podawany jest z Maroka, Algierii i Tunezji. Poza tym stwierdzony został w nearktycznej Ameryce Północnej.
Na „Czerwonej liście gatunków zagrożonych Republiki Czeskiej” umieszczony jest jako gatunek bliski zagrożenia wymarciem (NT).